# Chrysogloeum
Chrysogloeum är ett släkte av svampar. Chrysogloeum ingår i familjen Vizellaceae, klassen Dothideomycetes, divisionen sporsäcksvampar och riket svampar.
|              | Vizella                                   |
|              |                                           |
|              | Singeriella                               |
|              |                                           |
| Chrysogloeum | \| \| Chrysogloeum peruvianum \| \| \| \| |
|              | \| \| Chrysogloeum peruvianum \| \| \| \| |
|              | Entopeltis                                |
|              |                                           |
|              | Blasdalea                                 |
|              |                                           |
|              | Chrysogloeum peruvianum                   |
|              |                                           |

|  | Chrysogloeum peruvianum |
|  |                         |